# Vărbovo
Vărbovo (bulgariska: Върбово) är ett distrikt i Bulgarien.   Det ligger i kommunen Obsjtina Charmanli och regionen Chaskovo, i den sydöstra delen av landet, 230 km öster om huvudstaden Sofia.